# Nemacheilus papillos
Nemacheilus papillos är en fiskart som beskrevs av Tan och Maurice Kottelat 2009. Nemacheilus papillos ingår i släktet Nemacheilus och familjen grönlingsfiskar. Inga underarter finns listade i Catalogue of Life.